# 魔法の天使クリィミーマミ (OVA)
魔法の天使クリィミーマミ (OVA)では、ぴえろ魔法少女シリーズの第1作『魔法の天使クリィミーマミ』のOVA作品について解説する。
本項目では、以下の4作品について記述する。
- 魔法の天使クリィミーマミ 永遠のワンスモア
- 魔法の天使クリィミーマミ ラブリーセレナーデ
- 魔法の天使クリィミーマミ ロング･グッドバイ
- クリィミーマミ ソングスペシャル2 カーテンコール

## 概要
テレビアニメ『魔法の天使クリィミーマミ』の好評を受け、同作品のOVAシリーズとしてスタジオぴえろで制作された。第1作『永遠のワンスモア』と第3作『ロング・グッドバイ』はテレビシリーズの続編として制作され、第2作『ラブリーセレナーデ』と第4作『カーテンコール』はミュージッククリップとして制作されている。
単品でのDVD化はされておらず、これらの作品はテレビシリーズを収録したDVD-BOXに特典映像として収録されている。

## 魔法の天使クリィミーマミ 永遠のワンスモア
1984年10月28日に発売。テレビシリーズ最終回エンディングでメインキャラのその後が描かれ、反響が大きかった『マミ』の後日談を描く続編として制作された本作は、テレビシリーズの続編OVAとしては世界初の作品である。前半45分がテレビシリーズ総集編、後半40分がテレビシリーズの後日談を描く新作部分という、2部構成となっている。
前半部分では、ネガ役の肝付兼太による新録ナレーションのほか、作中の台詞も全て新たに録り直され、BGMも一部変更されている。また、テレビシリーズで途中降板した日高守役の神保なおみは本作で復帰を果たしたほか、最終回エンディングで1カットのみ登場した新キャラクター・早川愛が初登場している。
本作の商業的成功により、その続編OVAとして『魔法の天使クリィミーマミ ロング・グッドバイ』が制作された。また、本作はテレビシリーズを放映していた日本テレビ系列でも「クリィミーマミ・スペシャル」と銘打ち、1984年12月30日に編集を加えた形でテレビ放映された。
あらすじ
クリィミーマミがファイナルステージを最後に引退してから2ヶ月後、森沢優は普通の小学生として日常を過ごしていた。そんなある日、マミがカムバックするという話がどこからともなく立ち上がり、優たちの耳に入る。マミの正体を知る優と俊夫は絶対にあり得ない話だと一笑するが、パルテノンプロ社長・立花慎悟が極秘裏に「プロジェクトM」と称したマミ復活の計画を進めていたのである。不審に思った優と俊夫は、みどり、めぐみ、スネークジョーの協力を得て「アンチ・プロジェクトM」と称して事の真相を暴くために行動を始める。
そんな中、優は慎吾と共にアメリカから日本に戻って来た帰国子女・早川愛と会話を交わすが、クリィミーマミのファイナルコンサートに足を運んでいた愛から、「あなたにも箱舟が見えたのか？」という意味深な質問を投げかけられる。
愛の言葉の意味を確かめることもできないまま時は過ぎ、ついに復活コンサートの当日が来てしまう。スネークジョーの小細工によって会場に騒動を引き起こし、騒ぎの隙を突いて優たちは楽屋になだれ込んで慎吾に事の次第を問いただすが、共に会場にいた早川愛が慎吾に代わって真相を打ち明ける。外交官の娘であった彼女はファイナルコンサートのあの日に会場にいたが、長いアメリカ暮らしの中で子供らしい夢を素直に信じることができずにいたため、会場に姿を現したフェザースターの箱舟を見ることができなかった。クリィミーマミ復活コンサートの話を聞いて会場にいた子供が口にした空に浮かぶ箱舟の事を思い出した愛は、マミが復活すれば箱舟が再び現れるはずだと思い、利害の一致から慎吾のマミ復活コンサート計画に協力していたのだった。慎吾自身もマミ本人がいるかは問題ではなくマミ人気に再度火が付いて歌が売れればそれでいいと考えて愛と手を組んだだけだと言うが、安易に話に乗った結果、既に会場に集結したファンをどうにかしなければならなくなってしまう。
そしてコンサートの時間が来るが、なんとマミ本人であった優の目の前でマミが姿を現しパフォーマンスを繰り広げ始めた。一行が驚きと共に見守る中、更に会場全体にフェザースターの箱舟の姿が映し出される。実は、優の拾った野良猫のノラネガとノラポジに休暇をもらって地球にやってきていたネガとポジが乗り移っており、事の次第を見守り続けて助け舟を出してくれたのである。コンサートが終わり、愛と別れた優は、セーターのフードに入れたノラネガとノラポジの様子を見てそのことに気づく。そして、ネガとポジに届くように大きく手を振りながら、空に向かって自分は元気だと叫ぶのであった。
スタッフ
- 企画：布川ゆうじ
- 原案・構成・脚本：伊藤和典
- キャラクターデザイン：高田明美
- 作画監督：河内日出夫、後藤真砂子
- 音響監督：藤山房延
- 音響効果：佐々木純一
- 撮影監督：若菜章夫

- 音楽：馬飼野康二
- 美術監督：小林七郎
- チーフディレクター・レイアウト：小林治
- プロデューサー：大野実、鈴木義瀧
- 絵コンテ・演出：望月智充
- 制作：スタジオぴえろ

- 原画：鈴木玲子、北久保弘之、きくち道隆、柳田義明、原博、望月智充、後藤真砂子 ほか
- 動画：宍戸久美子、加藤学 ほか

登場人物・キャスト
※テレビシリーズからのキャラクターの詳細については、魔法の天使クリィミーマミ#登場人物を参照。
- 森沢優/クリィミーマミ：太田貴子
- 大伴俊夫：水島裕
- 如月みどり：安西正弘
- ネガ：肝付兼太
- ポジ：三田ゆう子
- 森沢哲夫：村山明
- 森沢なつめ：土井美加
- 立花慎悟：井上和彦
- 綾瀬めぐみ：島津冴子

- 木所隼人：亀山助清
- 星井守：郷里大輔
- スネークジョー：仲木隆司
- 境久美子：小林優子
- ピノピノ：中野聖子
- 日高守：神保なおみ
- 老婆：鈴木れい子
- 兵藤鈴ノ介：鈴置洋孝
- トンガリ国王子：深見理佳

- 青年：福士秀樹
- 男性社員：二又一成
- 男：鈴木勝美

新キャラクター
- 早川愛（はやかわ あい）：松井菜桜子

優と同年代（初登場時11歳）の少女。外交官の娘であり、クールで知的。めぐみ以外で唯一、慎悟を呼び捨てにする。5歳の時からアメリカ暮らしをしており、その育った環境のためか深謀遠慮に長けており、優のように神秘やメルヘンといったものを素直に信じることが出来ず、素直で裏表のない性格の優を羨ましく思っている。マミのファイナルコンサート会場で、自分には見えなかった「空中に浮かぶ箱舟」を見たという一部の観客の声を聞いたことからマミに興味を持ち、立花慎悟らが企んだ極秘プロジェクト「クリィミーマミ復活コンサート」に協力。プロジェクトの謎を追う優たちとは一時敵対関係にあったがその後は打ち解け、優とは友人に、みどりとは恋仲になった。
テレビシリーズ最終回のエンディング映像内でみどりのガールフレンドとして登場しているが、明確なキャラクター性が描かれたのは本作からであり、実質的にOVAシリーズからのオリジナルキャラクターである。続編の『ロング･グッドバイ』にも登場している。
主題歌
※テレビシリーズ最終回の挿入歌をエンド・テーマ曲として使用しており、2つのバージョンが存在する。
- 「美衝撃（ビューティフル・ショック）」（初回リリース版、編曲：西村昌敏）
- 「囁いてジュテーム－Je t'aime－」（通常版 & テレビ放映版、編曲：岩本正樹）

2曲ともに、作詞：亜蘭知子、作曲：織田哲郎、歌：太田貴子。
補足
- ラストシーンで上空に向かって手を振る優をカメラの引きで斜め上空からのアングルで移すシーンでは地面に大きく「53」と書かれているが、脚本を担当した伊藤が本作のことを「正統派の53話」と語っていた ことから、本作が「テレビシリーズ最終回に続く第53話」という位置づけとなっているものとされる。

コミカライズ
講談社より、キャロルKCレーベルで『-オリジナルビデオ版- 魔法の天使クリィミーマミ 永遠のワンスモア』というタイトルで計奈恵による漫画版が出版された。脚本を担当した伊藤和典は、原作としてクレジットされている。

## 魔法の天使クリィミーマミ ラブリーセレナーデ
1985年3月28日に発売。30分のミュージッククリップとして制作された。構成・演出は望月智充、伊藤和典。森沢優がナビゲート役で登場し、テレビシリーズで使用された7曲に新曲「あなたに一番効く薬」を加えた計8曲をフルコーラスで収録している。テレビシリーズで使用された曲には過去の名場面を編集した映像が使用され、新曲にはマミをメインとした新作映像が使用されている。
曲目リスト
※テレビシリーズからの曲については、魔法の天使クリィミーマミ#主題歌を参照。
1. デリケートに好きして
2. BIN・KANルージュ
3. 美衝撃
4. LOVEさりげなく

1. 優のクリィミーマミ
2. パジャマのままで
3. 囁いてジュテーム－Je t'aime－
4. あなたに一番効く薬（新曲）

エンド・テーマ
- 「あなたに一番効く薬」

作詞：友井久美子、作曲：松田良、編曲：難波正司、歌：太田貴子
ビデオの表記では 作曲 織田哲郎 となっているがこれは誤り。

## 魔法の天使クリィミーマミ ロング・グッドバイ
1985年6月15日に発売。テレビシリーズおよびOVA第1作『永遠のワンスモア』の続編に当たり、同作品の実質的な最終回といえる。1985年8月3日には、松竹富士配給で劇場公開もされた。併映は『魔法のプリンセスミンキーモモ 夢の中の輪舞（ロンド）』。併映が実現したのは、両作品のプロデューサーが読売広告社の大野実だったことによる。
前作『永遠のワンスモア』の商業的成功を受け、その続編に当たる新作OVAの制作が決定。年代は前作からさらに下り、テレビシリーズ最終話から3年後、1986年3～4月という設定で、同年2月に接近したハレー彗星にもスポットを当てている。
また、一部基本設定と共に優の服装も一新された。作中にはnon-noを読む優、優と愛のブラジャーに関する会話、優と俊夫のキスシーンなど、優の成長を思わせるシーンが多数登場する。また登場人物の1人である日高守は既に北海道へ帰ってしまったという設定になっており、物語を優から守へのメッセージという形で進行させることで、名前が挙がるのみとなった。
マミとめぐみが共演するSF映画として展開される劇中劇「二つの世界の物語」では、当時のOVAで流行だったファンタジー色やSF色を前面に押し出したものとなっている。
あらすじ
クリィミーマミのファイナルコンサートから2年近くが経ち、普通の少女として平凡ながら充実した生活を送っていた森沢優は、セントレミー学園小等部の卒業式を迎えていた。一方パルテノンプロでは、立花慎悟と婚約発表を行った綾瀬めぐみを主演とするSF映画『二つの世界の物語』の制作が決定する。優・俊夫・みどり・愛の4人も春休みを利用して制作に協力することになるが、優は何故か突然マミに変身してしまう。運悪くその姿を慎悟に見つかってしまった優は、マミとして映画に出演する羽目になる。こうして昼はマミ、夜は優という二重生活が始まる。
そんな折、ノラポジとノラネガが光り出し、次の瞬間優の目の前には懐かしいポジとネガの姿があった。2人は優がマミに変身してしまった原因が彗星の接近と優の中に残った魔法の力に衝突による事故が引き起こしたもので、事態の解決のためにやってきたと伝える。魔法の力はもういらないが映画の仕事のためにもう少しの間だけマミで入れないかと相談する優に対し、ネガたちは今すぐ魔法を手放すか、ずっと持ち続けるかのどちらかしかないと告げる。引き続き魔法を持って必要な時にだけ魔法の力を使えばいいと言うネガに対し、優は素敵な魔法を手にできたのなら隠すことなくみんなと共に分かち合いたいという思い、そしてこれまでの日々の中で自分だけの大切な魔法を見つけたことを伝え、フェザスターの魔法を永遠に手放す意思を2人に示した。優の意思を受け、優の身に起こった異変を治したネガとポジは、その魔法をいつまでも大切にしろと言い残して再びフェザースターへと帰っていった。
その後、俊夫と優はマミがいなくなった穴を埋めるために尽力しついに映画の撮影が終了する。完成記念パーティの席で慎吾とめぐみの結婚式が執り行われ、お祝いムード一色の中、ベランダで俊夫と2人きりで過ごしていた優は俊夫と見つめ合った後、そっと口づけを交わし合った。
スタッフ
- 演出・絵コンテ：望月智充
- 監修：小林治
- 製作：布川ゆうじ
- プロデューサー：伏川政明
- 企画：読売広告社
- 脚本：伊藤和典
- キャラクターデザイン：高田明美
- 原画：柳田義明、原博、きくちみちたか ほか

- 撮影監督：橋本和典
- 美術監督：小林七郎
- 音楽：山中のりまさ
- 音響監督：藤山房延
- 音響効果：佐々木純一
- 作画監督：後藤真砂子
- レイアウト監修：芝山努、須田裕美子
- メカニックデザイン：高木弘樹
- 制作：スタジオぴえろ

キャスト
※前作から引き続き登場するキャラクターについては割愛する。
- 女レポーター：深見梨加
- 少女：星野桜子
- 記者：大塚芳忠、古田信幸、鈴木勝美

主題歌
- 「ハートのSEASON」（テーマ曲、作詞：恩田久義）
- 「ガールズ・トーク」（エンド・テーマ曲、作詞：友井久美子）

2曲ともに、作曲：尾関裕司、編曲：難波正司、歌：太田貴子
補足
- オープニングでのクレジットに登場するボートには、54とナンバリングしてある。脚本を担当した伊藤は前作『永遠のワンスモア』のことを「正統派の53話」と語っていることから 、シリーズ54話の意味と推察される。
- 作中でマミがNGを出して映画監督に謝るシーンでは、太田貴子がアフレコ中にNGを出した際の声をそのまま流用している。
- 作中に駐車場で綾瀬めぐみと立花慎悟とのキスを想像させるシーンがあるが、本当のところは慎悟の顔に付いたご飯粒をめぐみが取ってあげているところとされている。

コミカライズ
1985年に徳間書店より、アニメージュコミックスワイドレーベルで田染かおるによる漫画版が出版された。全1巻。

## クリィミーマミ ソングスペシャル2 カーテンコール
1986年2月1日に発売。45分のミュージッククリップとして制作された。収録されている新曲は4曲で、新曲と新曲の間は「ゲストキャラクター」、「ザ・ビンタ」などの表題に沿ったTVシリーズや他のOVA作品の映像から抜粋された名場面をBGMに乗せて流し、新曲のシーンでは新作の映像が使用されている。
スタッフ
- 企画：末吉博彦
- 構成･演出：伊藤和典、望月智充
- キャラクターデザイン：高田明美
- 絵コンテ：望月智充、小林和彦
- 作画監督：後藤真砂子

- 美術：河野次郎
- 原画：後藤真砂子、きくちみちたか ほか
- 録音監督　藤山房延
- 音楽:馬飼野康二
- 製作　スタジオぴえろ

主題歌・挿入歌
- 「魔法の砂時計」（テーマ曲）

作詞：望月智充、作曲、編曲：難波正司、歌：太田貴子
- 「MA・WA・LE・MI・GI」（エンド・テーマ曲）

作詞、作曲：古田喜昭、編曲：難波正司、歌：島津冴子＆太田貴子
映像はマミ（優）とめぐみの野外ライブの様子を映したものとなっており、優の仲間たちもバックバンドで参加。俊夫がギターでみどりはドラム、日高守はタンバリン、早川愛はキーボードを担当している。
- 「渚のメモリー」（挿入歌）

作詞・歌：島津冴子、作曲：久石譲、編曲：難波正司
綾瀬めぐみの曲ということで、映像は彼女がメイン。立花慎吾とのデートの様子や自宅の部屋で飼い猫と過ごすひとときを映したもので、めぐみのプライベートでの姿が描かれている。
- 「I Can't Say“Bye-Bye”」（挿入歌）

作詞、作曲：古田喜昭、編曲：難波正司、歌：太田貴子
ビデオの表記は 歌　島津冴子 となっているがこれは誤り。映像はセル画によるキャラクターと実写の合成で、スタッフロールが流れる。
（ニューマスター版を使用したLD-BOX、DVDでは島津冴子になっているが最初に発売したVHS,Betamax,LD,VHDは、太田貴子表記になっている）
上記の映像を納めた「パーフェクトメモリー（限定版）」VHS,Betamaxでは、映像がノンクレジットで楽しめるように配慮されている。